# 吉盧韋山

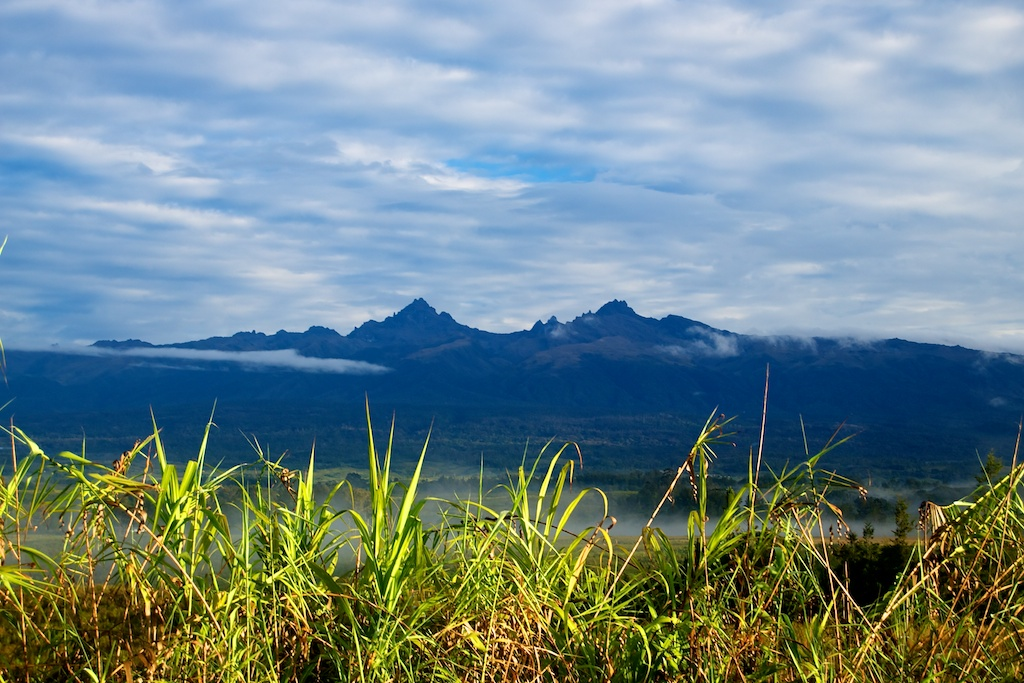

吉盧韋山是巴布亞新幾內亞的火山，位於該國西部南高地省，海拔高度4,367米，是該國第二高山峰，僅次於威廉峰，人類在1934年首次成功登頂。

## 外部連結
- Mount Giluwe on Peakware